# Jessica Mendoza
Jessica Mendoza, född den 11 november 1980 i Oxnard, Kalifornien, är en amerikansk softbollspelare.
Hon tog OS-guld i samband med de olympiska softboll-turneringarna 2004 i Aten.
I Peking tog hon även OS-silver fyra år senare.